# Karl Stauffer-Bern
Pour les articles homonymes, voir Stauffer.
Karl Stauffer, nommé Karl Stauffer-Bern, né le 2 septembre 1857 à Trubschachen et mort par suicide le 24 janvier 1891 à Florence, est un peintre, graveur et sculpteur suisse.

## Biographie
Aîné d’une famille de six enfants, quatre filles et deux garçons, il prend ses premières leçons de dessin auprès de sa mère, puis suit un apprentissage de peintre décorateur chez Paul Volmar à Berne. Il suit ensuite des études à l'académie des beaux-arts de Munich avant de partir pour Berlin en 1880. Il y remporte, l'année suivante, une médaille d'or pour un portrait ce qui lui assure une certaine célébrité dans ce domaine. En 1885, de passage à Zurich, il rencontre Lydia Welti-Escher, la fille d'Alfred Escher avec qui il entretiendra une relation scandaleuse pendant près de 11 ans. Parti en Italie dès 1888, il y retrouve sa maîtresse ; ils sont pris l'année suivante : Karl Stauffer est arrêté et Lydia Welti-Escher est internée dans un asile. Il se suicide quelques années plus tard, sans avoir jamais revu sa maîtresse pourtant alors divorcée.
L'auteur dramatique Herbert Meier (de) décrit la vie du peintre dans sa pièce Stauffer-Bern (première en 1974).
Le poème symphonique Eine Alpensinfonie de Richard Strauss (première en 1915) était à l'origine conçu comme portrait musical de Stauffer-Bern pourtant Strauss ne réalisa seulement la partie musicale d'escalade du passionné Stauffer-Bern.

## Œuvres

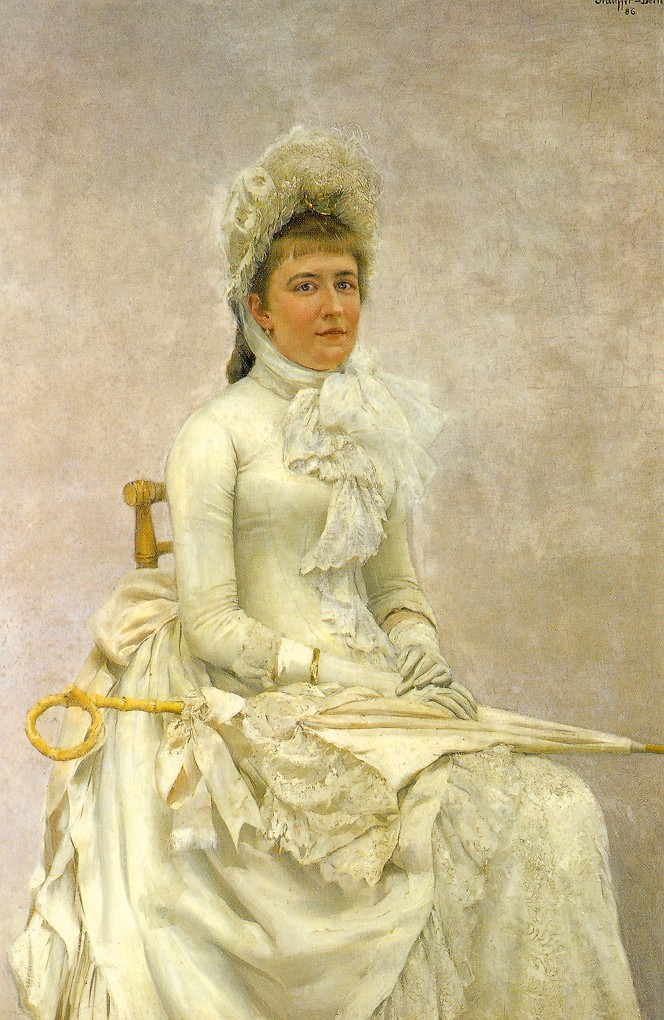
Lydia Welti
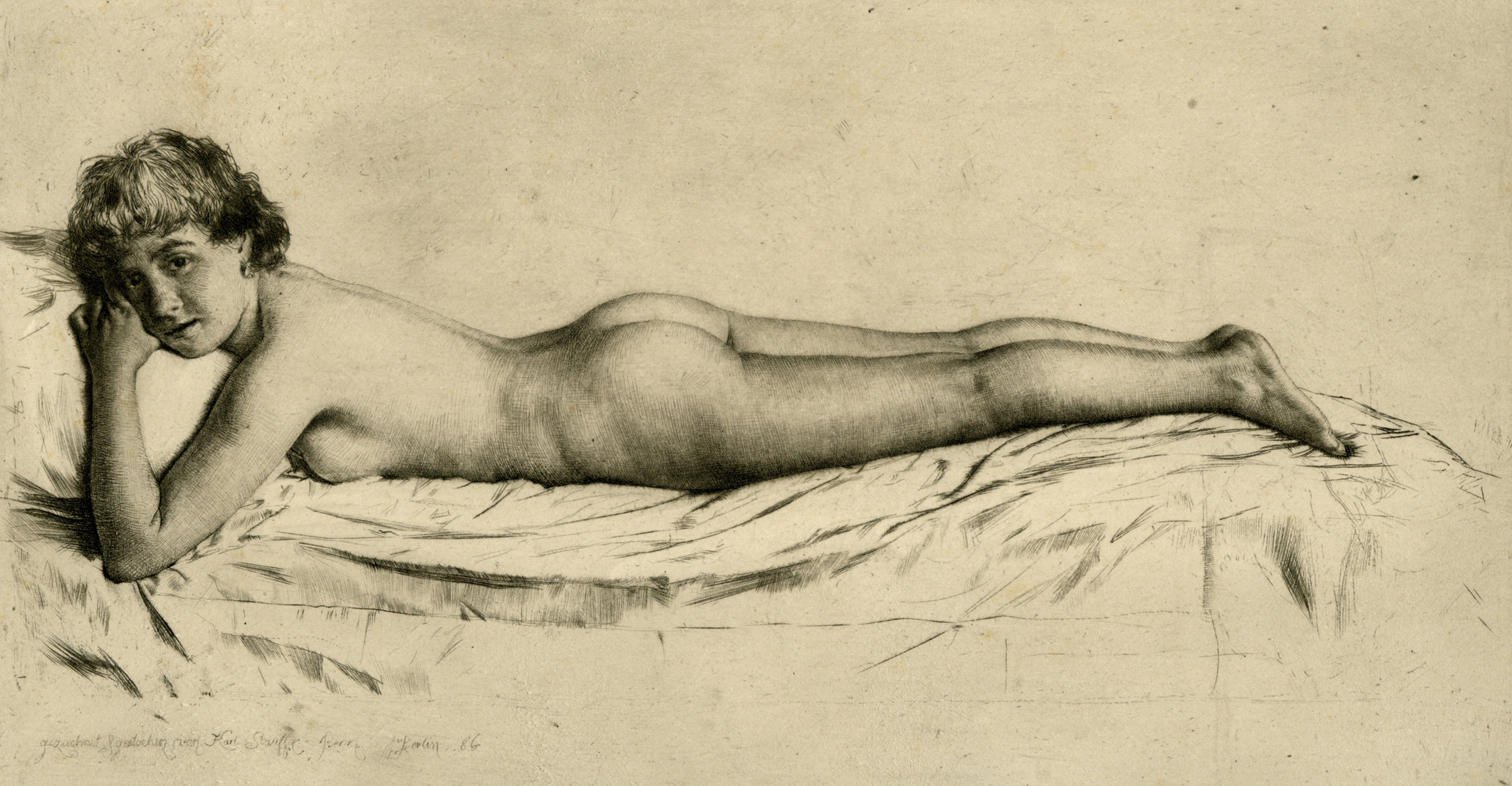
Jeune fille nue, 1886
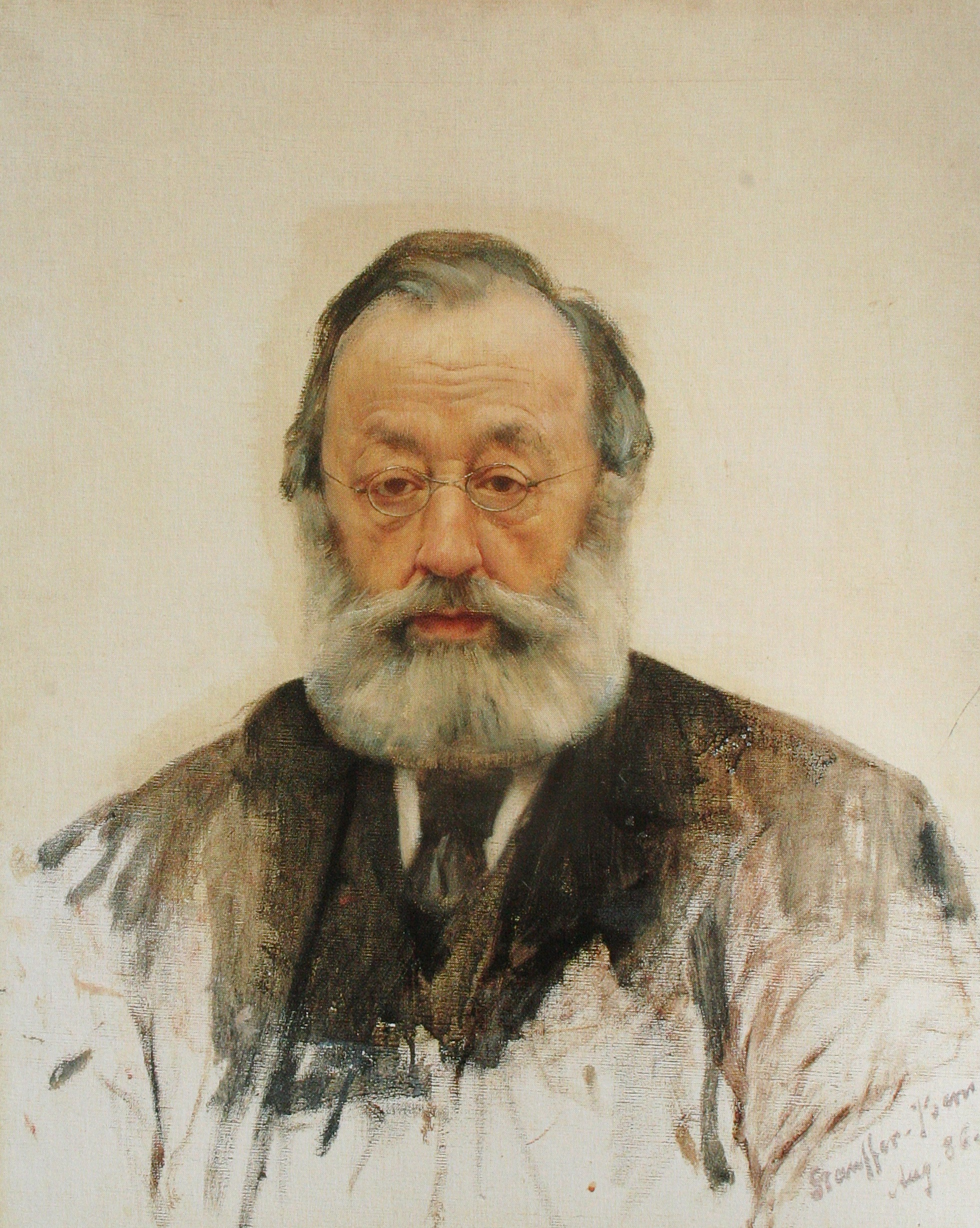
Portrait de l'écrivain Gottfried Keller, 1886
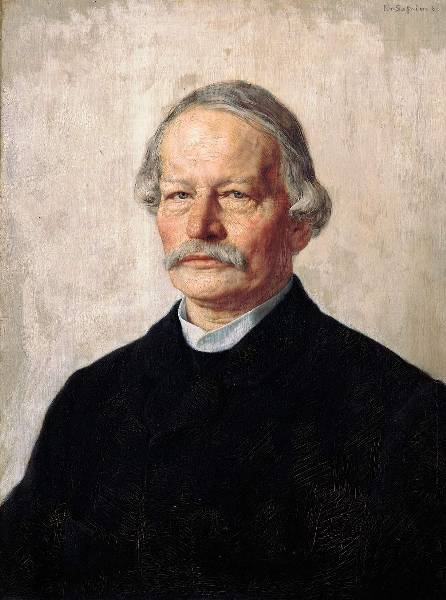
Portrait de l'écrivain Gustav Freytag, 1886–1887
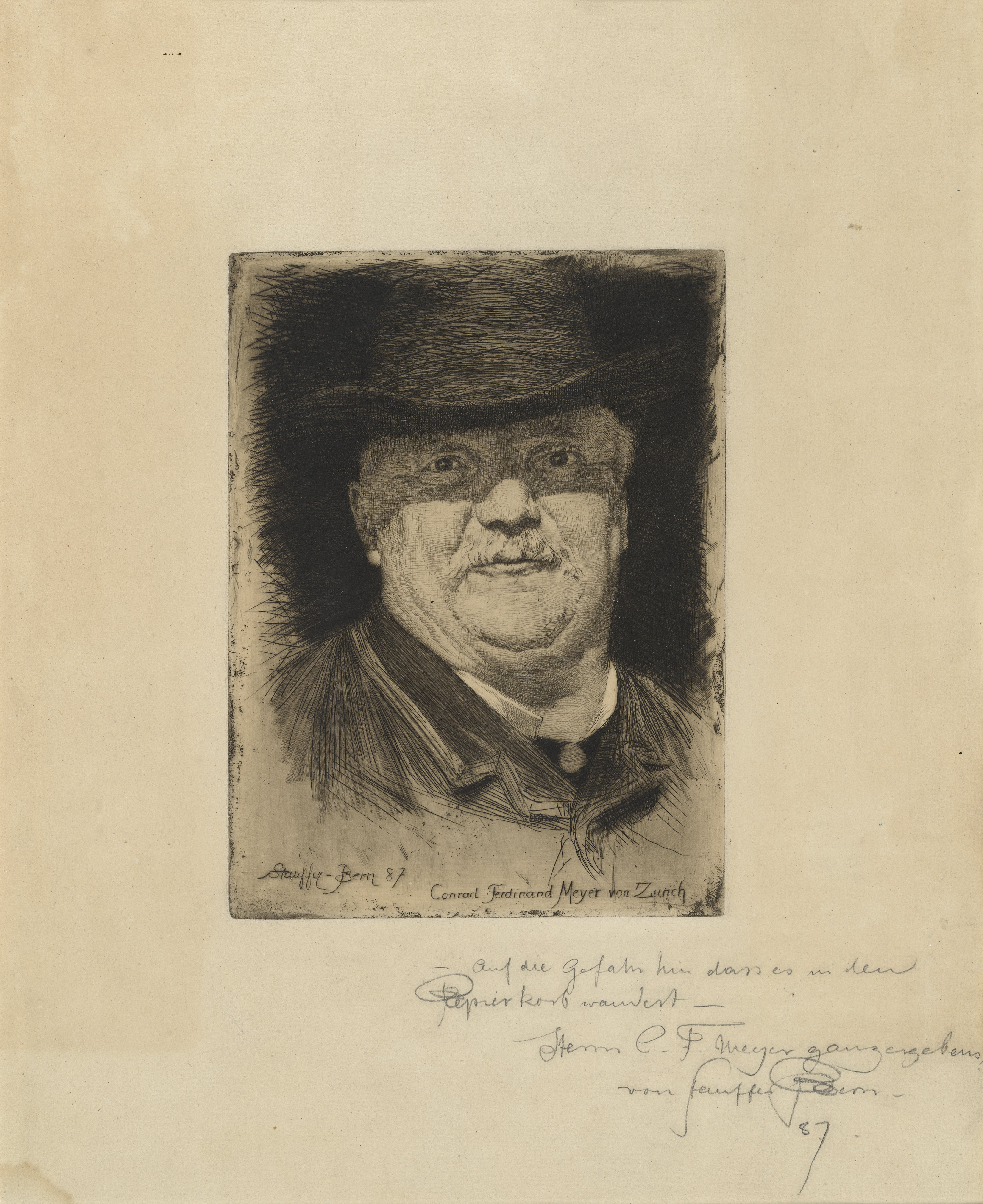
Conrad Ferdinand Meyer
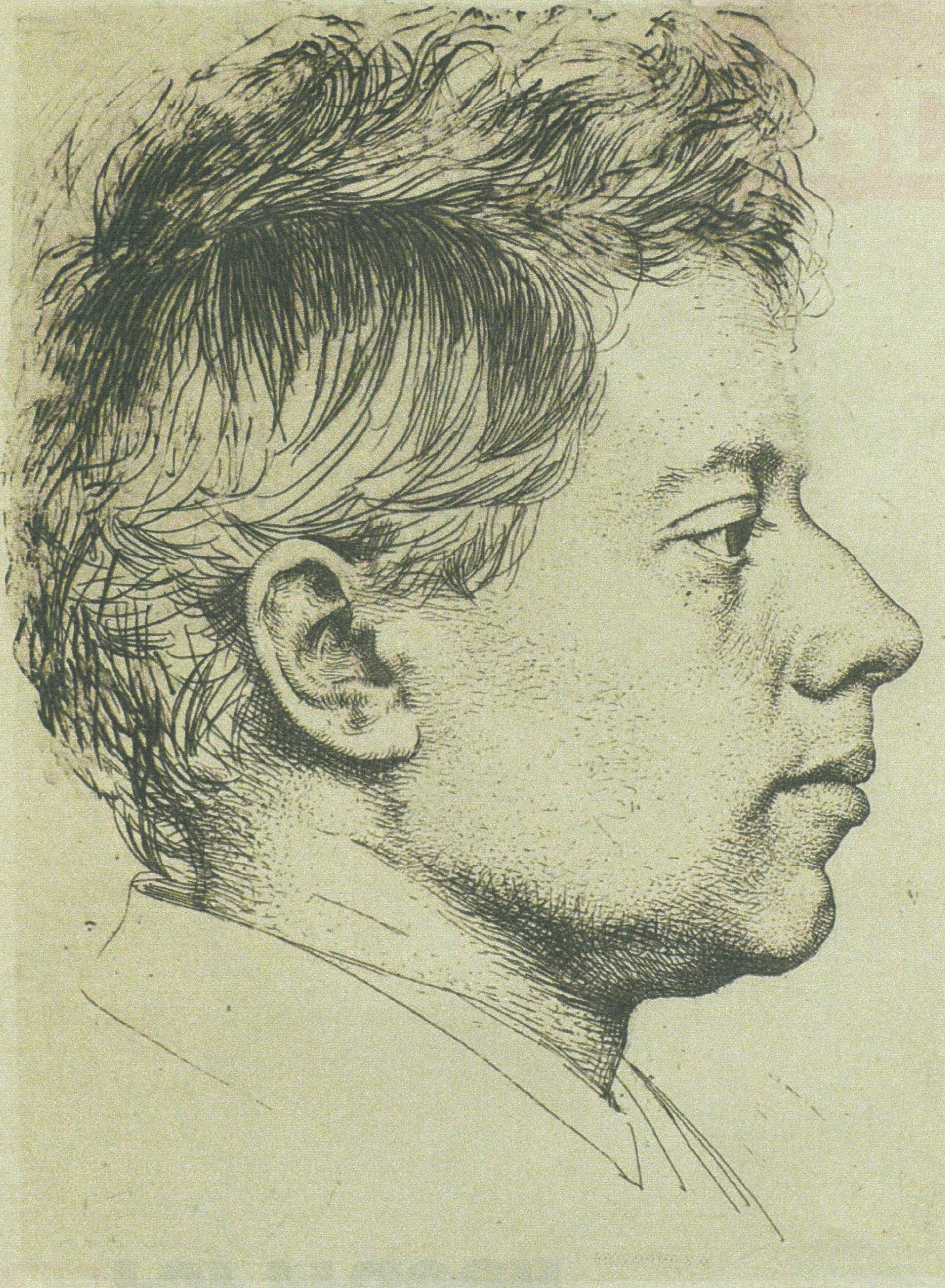
Peter Halm, 1887